# Alessandro Borghi (attore)
Alessandro Borghi (Roma, 19 settembre 1986) è un attore italiano.

## Biografia
Figlio di Rossella e Silvano, incomincia a lavorare agli studi di Cinecittà come cascatore fra il 2005 e il 2007, per poi passare a piccoli ruoli in sceneggiati televisivi.
Esordisce al cinema nel 2011 con il film Cinque; ottiene poi i ruoli da co-protagonista in Roma criminale (2013, nella parte di Marco Lanzi), Suburra (2015, con il ruolo di Aureliano Adami detto "Numero 8") e Non essere cattivo (2015, presentato fuori concorso alla 72ª Mostra internazionale d'arte cinematografica di Venezia, in cui interpreta Vittorio): con quest'ultima interpretazione vince il premio Nuovo Imaie Talent Award come miglior attore italiano esordiente e viene nominato come miglior attore protagonista ai David di Donatello 2016. Nel 2015 gli viene inoltre consegnato da Francesco Fiumarella, autore del Premio Internazionale "Vincenzo Crocitti", il riconoscimento come miglior attore e rivelazione dell'anno.
Nel 2016 appare come ospite, assieme ad Alessandro Roja, nella terza puntata di Top Gear Italia. Nel 2017 interpreta il cantante Luigi Tenco nel film biografico Dalida, sulla vita dell'omonima cantante, e viene selezionato per rappresentare l'Italia allo Shooting Stars Award, premio per promettenti giovani attori europei assegnato nel corso della Berlinale. Sempre nel 2017 è il padrino della 74ª Mostra internazionale d'arte cinematografica di Venezia. Nell'ottobre 2017 è protagonista di Suburra - La serie, prodotta da Netflix e prequel dell'omonimo film del 2015, tornando ad interpretare il ruolo di Aureliano Adami; il 22 febbraio 2019 viene pubblicata sulla piattaforma streaming la seconda stagione della serie; il 30 ottobre 2020 viene pubblicata sulla piattaforma streaming la terza ed ultima stagione della serie.
Nel 2018 interpreta il ruolo di Stefano Cucchi in Sulla mia pelle di Alessio Cremonini (anch'esso una produzione Netflix) con cui vince il Premio Pasinetti speciale al film e ai migliori attori, il Premio Brian, il Premio FEDIC alla 75ª Mostra internazionale d'arte cinematografica di Venezia e il David di Donatello come miglior attore protagonista. Nell'occasione ha dichiarato come il premio da lui ricevuto "sia di Stefano Cucchi". In seguito è protagonista del kolossal italiano prodotto da Rai Cinema, Il primo re, diretto da Matteo Rovere ed interpretato assieme ad Alessio Lapice, versione rivisitata del mito di Romolo e Remo, distribuito nel circuito cinematografico dal 31 gennaio 2019, e della commedia Di tutti i colori di Max Nardari, uscita in Italia il 18 giugno 2019 (dopo esser stata distribuita in Russia nel 2017 col titolo Liubov pret-a-porter). Nel marzo del 2019 è il protagonista del videoclip di Lunedì, canzone del rapper italiano Salmo.
Nel 2020 è protagonista della co-produzione internazionale Diavoli, serie televisiva tratta dall'omonimo romanzo di Guido Maria Brera ed ambientata nel mondo dell'alta finanza londinese, co-prodotta e trasmessa da Sky Atlantic e girata in lingua inglese, in cui è affiancato da Patrick Dempsey e Kasia Smutniak. Nella versione italiana l'attore per sua scelta ha deciso di non auto-doppiarsi (recita infatti con la voce di Andrea Mete). Nel 2021 affianca Jasmine Trinca nel film Supereroi. Nell'aprile 2023 dichiara di essere affetto dalla sindrome di Tourette. L'anno seguente interpreta Rocco Siffredi in Supersex, serie Netflix della quale è anche produttore associato.

## Filmografia

### Cinema
- 5 (Cinque), regia di Francesco Dominedò (2011)
- Lui e l'altro, regia di Max Nardari (2011)
- L'ultima zingarata, regia di Federico Micali e Yuri Parrettini (2011)
- Nati per correre, regia di Michele Vannucci (2012) - cortometraggio
- Roma criminale, regia di Gianluca Petrazzi (2013)
- Silenzioso canto, regia di Luigi Iorio (2013)
- Buon san Valentino, regia di Cristiano Anania (2014)
- Non essere cattivo, regia di Claudio Caligari (2015)
- Suburra, regia di Stefano Sollima (2015)
- Il più grande sogno, regia di Michele Vannucci (2016)
- Di tutti i colori, regia di Max Nardari (2017)
- Dalida, regia di Lisa Azuelos (2017)
- Fortunata, regia di Sergio Castellitto (2017)
- The Place, regia di Paolo Genovese (2017)
- Napoli velata, regia di Ferzan Özpetek (2017)
- Sulla mia pelle, regia di Alessio Cremonini (2018)[14]
- Il primo re, regia di Matteo Rovere (2019)
- Supereroi, regia di Paolo Genovese (2021)
- Mondocane, regia di Alessandro Celli (2021)
- Diversamente, regia di Max Nardari (2021)
- The Hanging Sun - Sole di mezzanotte (The Hanging Sun), regia di Francesco Carrozzini (2022)
- Le otto montagne, regia di Felix Van Groeningen e Charlotte Vandermeersch (2022)
- Delta, regia di Michele Vannucci (2022)
- Campo di battaglia, regia di Gianni Amelio (2024)
- Testa o croce?, regia Alessio Rigo de Righi e Matteo Zoppis (2025)

### Televisione
- Distretto di Polizia – serie TV, episodio 6x25 (2006)
- Nassiriya - Per non dimenticare - miniserie TV (2007)
- Di che peccato sei? – film TV (2007)
- Io e mamma – miniserie TV (2007)
- Ho sposato uno sbirro – serie TV, puntata 1x09 (2008)
- Questa è la mia terra – serie TV (2008)
- R.I.S. 5 - Delitti imperfetti - serie TV, episodio 1, 3-4 (2009)
- Don Matteo – serie TV, episodio 7x06 (2009)
- Sant'Agostino – miniserie TV (2010)
- Romanzo criminale - La serie – serie TV, episodio 2x07 (2010)
- La narcotici – serie TV, 1 episodio (2011)
- Rex – serie TV, episodio 4x05 (2011)
- L'isola – serie TV, 8 episodi (2013)
- Che Dio ci aiuti – serie TV, 8 episodi (2013)
- Ultimo - L'occhio del falco – miniserie TV (2013)
- Panchinari - Obiettivo Salvezza – sit-com, episodio pilota (2014)
- Squadra mobile – serie TV, 4 episodi (2015)
- Non uccidere – serie TV, episodio 1x03 (2015)
- Paare couples (2016-2017)
- Suburra - La serie – serie TV, 24 episodi (2017-2020)
- Diavoli (Devils) – serie TV, 18 episodi (2020-2022)
- Supersex – serie TV, 7 episodi (2024)
- Gangs of Milano - Le nuove storie del Blocco – serie TV, episodio 2x06 (2025)

### Videoclip
- Basta così dei Negramaro feat Elisa, regia di Paolo Marchione (2011)
- Tutto qui accade dei Negramaro, regia di Marco De Giorgi (2016)
- Questa nostra stupida canzone d'amore dei Thegiornalisti, regia di Antonio Usbergo e Niccolò Celaia (YouNuts!) (2018)
- Lunedì di Salmo, regia di Antonio Usbergo e Niccolò Celaia (YouNuts!) (2019)
- Supereroi di Ultimo, regia di Paolo Genovese (2019)

## Riconoscimenti
- David di Donatello
  - 2016 – Candidatura al miglior attore protagonista per Non essere cattivo
  - 2016 – Candidatura al miglior attore non protagonista per Suburra
  - 2018 – Candidatura al miglior attore protagonista per Napoli velata
  - 2018 – Candidatura al miglior attore non protagonista per Fortunata
  - 2019 – Miglior attore protagonista per Sulla mia pelle
  - 2020 – Candidatura al miglior attore protagonista per Il primo re
  - 2023 – Candidatura al miglior attore protagonista per Le otto montagne
- Nastro d'argento
  - 2016 – Premio Graziella Bonacchi – Attore rivelazione dell'anno per Non essere cattivo e Suburra[15]
  - 2017 – Migliore attore non protagonista per Il più grande sogno e Fortunata[16]
  - 2019 – Candidatura al migliore attore protagonista per Il primo re
  - 2023 – Migliore attore protagonista per Le otto montagne[17]
- Globo d'oro
  - 2019 – Miglior attore per Sulla mia pelle
  - 2023 – Candidatura al miglior attore per Le otto montagne
- Ciak d'oro
  - 2016 – Rivelazione dell'anno per Suburra e Non essere cattivo[18]
  - 2019 – Miglior attore protagonista per Sulla mia pelle[19]
  - 2022 – Candidatura a migliore attore protagonista per The Hanging Sun - Sole di mezzanotte[20][21]

### Altri premi
- Roma Creative Contest 2013 – Premio Miglior Attore per Nati per Correre[22]
- Premio Internazionale Vincenzo Crocitti 2015 – Attore rivelazione dell'anno per Non essere cattivo e Suburra[23]
- Bobbio Film Festival 2016 – Premio Migliore Attore per Non essere cattivo
- Festival di Berlino 2017 – Shooting Stars Award[24]
- Bari International Film Festival 2019 – Premio Gabriele Ferzetti al miglior attore protagonista per Sulla mia pelle[25]
- FRED Award 2022 assegnato da FRED Film Radio [26]

## Doppiatori italiani
Nelle versioni in italiano delle opere in cui ha recitato in lingua straniera, Alessandro Borghi è stato doppiato da:
- Andrea Mete in Diavoli, The Hanging Sun - Sole di mezzanotte